# Sussex (rasa kury)

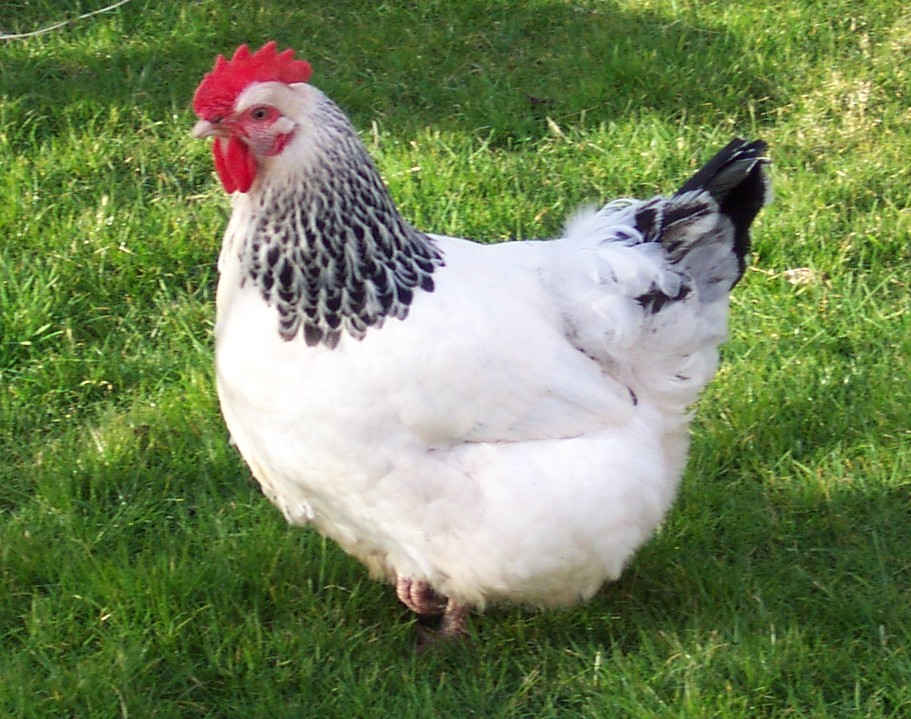
Kura rasy sussex

Sussex – rasa kur ogólnoużytkowych wyhodowana na początku XX wieku w hrabstwie Sussex w Anglii. Szeroko rozpowszechniona w świecie ze względu na dużą odporność, delikatny kościec i dobre umięśnienie.
Koguty ważą 3–4 kg, kury 2–2,7 kg. Ptaki posiadają białe upierzenie z czarno obrysowanymi piórami grzywy, lotkami, sierpówkami i sterówkami. W Polsce rozpowszechniona odmiana gronostajowa, gdzie upierzenie przybiera barwę białą, a lotki, sterówki i grzywa – czarną. Sprowadzona do kraju z Danii jako dar od UNRRA.
Znoszą w okresie produkcyjnym (trwającym około rok, do 56. tygodnia) 180 do 200 jaj, o jasnobrązowej skorupie i masie 58–60 g.